# 彈鋼琴的總統
《彈鋼琴的總統》（：／），是一部2002年製作的韓國電影。

## 劇情介紹
老師因為班內一位學生經常欠交家課，所以致電學生家長要求會面，卻發現原來學生竟然是現任韓國總統的女兒。不過，由於總統日常事務繁重，而孩子又沒有母親，所以家裡欠缺一個管教的人。故事就在這種情況下繼續，而二人亦因此擦出火花。
在第一次見面時，由於總統對女兒疏於管教，結果被班主任罰用漢字抄琉璃王的《黃鳥歌》一百次，限時在第二日交。

## 演員陣容
- 安聖基 飾 總統 韓民旭
- 崔志宇 飾 老師 崔恩秀
- 林秀晶 飾 總統女兒 韓洋熙
- 金誠謙 飾 校長
- 金炯逸 飾 警備室長
- 金仁文 飾 酒吧主人
- 李珠熙 飾 金秘書
- 權炳吉 飾 張室長
- 朴恩斌

### 特別出演
- 李凡秀

## 經典對白
電影中最經典的一句，發生在總統的公開演講中，這段話亦經常在預告片中播放，大致上的意思就是“總統的責任，就如同學生要完成每日的家課一樣。”

## 外部連結
- 韓國映畫：Romantic President （页面存档备份，存于）
- 彈鋼琴的總統 Facebook